# Гридино (Порховский район)
Гридино — деревня в северной части Порховского района Псковской области. Входит в состав сельского поселения «Павская волость».

## География
Расположена у впадения в реку Ситня её притока Чёрной речки, в 35 км к северо-востоку от города Порхов и в 12 км к востоку от волостного центра, села Павы. В 1 км западнее находится деревня Берёза.

## Население
Численность населения деревни по состоянию на 2000 год составляла 42 жителя.

## История
До 3 июня 2010 года деревня входила в состав ныне упразднённой Берёзовской волости.